# Cult of Static
Cult of Static je v pořadí šesté a zatím poslední studiové album americké skupiny Static-X.
Album vyšlo v roce 2009 a debutovalo na 16. místě žebříčku Billboard 200, což ho činí druhým nejúspěšnějším albem skupiny v tomto směru (hned po desce z roku 2001 – Machine). Stejně jako předchozí album obsahuje kytarová sóla, žádnou otsego písničku a producentem je John Travis a Wayne Static. Hostem desky je Dave Mustaine – frontman skupiny Megadeth, který nahrál sólo v úvodní skladně Lunatic, která se také objevila v soundtracku k filmu Kat: Válečná zóna. Singly jsou skladby Stingwray a Z28. Témata textů je především auta a vztah Wayna Statica s jeho manželkou Terou Wray. Pro skupinu je to první album, které nahrála ve stejné sestavě jako předchozí, ale hned po vydání alba oznámil bubeník Nick Oshiro pauzu a místo něj hraje na turné na bubny Will Hunt ze skupiny Evanescence. V rámci turné k této desce dorazila skupina také poprvé do České republiky, konkrétně na festival Rock for People.

## Seznam skladeb
1. Lunatic (feat. Dave Mustaine)	3:35
2. Z28	3:09
3. Terminal	3:38
4. Hypure	4:15
5. Tera-Fied	5:19
6. Stingwray	4:10
7. You Am I	3:00
8. Isolaytore	2:46
9. Nocturnally	3:49
10. Skinned	3:34
11. Grind 2 Halt 	4:56
12. W.F.O (bonustrack)
13. Looks That Kill (Motley Crue cover) (bonustrack)
14. Still Of The Night (Whitesnake cover) (bonustrack)
15. Talk Dirty To Me (Poison cover) (bonustrack)